# 斯馬豪薩內冰原島峰
71°33′S 25°18′E / 71.550°S 25.300°E
斯馬豪薩內冰原島峰（英語：Småhausane Nunataks），是南極洲的冰原島峰，位於毛德皇后地的朗希爾德公主海岸，處於菲德耶蘭山和諾德托彭冰原島峰之間，屬於南龍達訥山脈的一部分，現時由南極條約體系管理。